# Symphurus prolatinaris
Symphurus prolatinaris е вид лъчеперка от семейство Cynoglossidae. Видът не е застрашен от изчезване.

## Разпространение и местообитание
Разпространен е в Гватемала, Еквадор, Колумбия, Коста Рика, Мексико, Никарагуа, Панама, Перу, Салвадор и Хондурас.
Среща се на дълбочина от 8 до 162 m.

## Описание
На дължина достигат до 16,1 cm.